# Gourmandises
Gourmandises és un àlbum de música d'Alizée que fou llençat el 13 de març del 2001. Els productores van ser Mylène Farmer i Laurent Boutonnat.

## Llista de cançons
1. "Moi... Lolita" — 4'16
2. "Lui ou toi" — 4'15
3. "L'Alizé" — 4'15
4. "J.B.G." — 3'55
5. "Mon Maquis" — 5'40
6. "Parler tout bas" — 4'35
7. "Veni, vidi, vici" — 4'20
8. "Abracadabra" — 4'00
9. "Gourmandises" — 4'10
10. "À quoi rêve une jeune fille" — 4'05